# Venganza de mujer
Venganza de mujer fue una telenovela argentina emitida durante el año 1986 por Canal 9 Libertad. Escrita por Delia González Márquez. Protagonizada por Luisa Kuliok y Raúl Taibo. Coprotagonizada por Mariana Karr, Marcelo Alfaro, Celia Juárez, María Julia Moreno, Margarita Ros, Eduardo Sapac, Lita Soriano y Gabriela Gili. Antagonizada por Tony Vilas, Paquita Muñoz y la primera actriz Elizabeth Killian. También, contó con las actuaciones especiales de Daniel Miglioranza y los primeros actores Ignacio Quirós, Carlos Estrada, Angélica López Gamio y Cristina Tejedor.

## Trama
Una campesina iletrada llamada Némesis (Kuliok) es violada cuando era adolescente por un grupo de cuatro hombres de buena posición económica: Juan Ignacio (Raúl Taibo) y sus amigos Francisco (Daniel Miglioranza), Raúl (Eduardo Sapac) y Patricio (Marcelo Alfaro).
Fruto de esa violación, Némesis da a luz una niña a la que bautiza Soledad. Con el paso de los años, Némesis se vuelve una mujer rica y poderosa y es entonces cuando planea una venganza contra sus agresores.

## Elenco
- Luisa Kuliok ... Némesis Paiva
- Raúl Taibo ... Juan Ignacio Luzardo
- Tony Vilas ... Rosendo
- Mariana Karr ... Mariana Elizalde
- Carlos Estrada ... Ramón Luzardo
- Elizabeth Killian ... Élida Castro
- Cristina Tejedor ... Cristina
- Margarita Ros ... Margarita
- Gabriela Gili ... Paulina
- Daniel Miglioranza ... Francisco Kramer
- Marcelo Alfaro ... Patricio Morandi
- Celia Juárez ... Laureana
- Paquita Muñoz ... Liberada
- Lita Soriano ... Vanesa
- Eleonora Wexler ... Soledad
- Angélica López Gamio ... Agustina
- Ignacio Quiros ... Octavio
- Eduardo Sapac ... Raúl
- Patricia Shaw ... Greta
- Teté Rodríguez Luque ... '
- María Julia Moreno ... Deborah

## Ficha técnica
- Autora: Delia González Márquez
- Escenografía: Rubén Greco
- Iluminación: Alberto Toledo
- Sonido y Musicalización: Hugo N. Spinelli - Hugo Pérez
- Asistente de Dirección: Luis Nuñez
- Producción: Darío Álvarez
- Puesta en Escena y Dirección: Juan David Elicetche

## Recepción y críticas
La telenovela significó la consagración definitiva de Taibo en el género, quién si bien ya había participado en telenovelas (Andrea Celeste, Rebelde y solitario), no había tenido hasta el momento un protagónico tan fuerte. 
Para Kuliok también tuvo un impacto significativo en su carrera.